# 慈運法親王
慈運法親王（じうんほっしんのう、文正元年（1466年） - 天文6年6月29日（1537年8月4日））は、戦国時代の法親王。父は伏見宮貞成親王の子伏見宮貞常親王。後土御門天皇の猶子となる。法名は初め良源と称し、のち慈運と改めた。二品僧正とも称される。
曼殊院に入り、1495年（明応4年）門跡となり、北野社別当に任じられた。1530年（享禄3年）に二品に叙せられ、1533年（天文2年）には法住寺座主を兼任し、大僧正に任じられた。和歌や連歌に秀でていた。